# Vườn quốc gia Bwindi
Vườn quốc gia Không thể xuyên qua Bwindi hay Vườn quốc gia Bwindi là một vườn quốc gia nằm ở phía tây nam Uganda. Đây là một phần của Rừng Không thể xuyên qua Bwindi và nằm dọc theo biên giới với Cộng hòa Dân chủ Congo, tiếp giáp với Vườn quốc gia Virunga, trên rìa của Đới tách giãn Albertine (một phần của Đới tách giãn Đông Phi). Vườn quốc gia này có diện tích 321 kilômét vuông (124 dặm vuông Anh) của những khu Rừng trên núi và đất thấp và chỉ có thể tiếp cận được bằng đi bộ. Vườn quốc gia này đã được UNESCO đưa vào danh sách Di sản thế giới nhờ sự giàu có và đa dạng của hệ sinh thái bậc nhất châu Phi.
Đây là một trong những nơi giàu nhất về các hệ sinh thái ở châu Phi. Nó cung cấp môi trường sống cho 120 loài động vật có vú, 349 loài chim, 220 loài bướm, 27 loài ếch, tắc kè hoa, thằn lằn cùng nhiều loài có nguy cơ tuyệt chủng. Về hệ thực vật, đây là nhà của hơn 1.000 loài thực vật có hoa, trong đó có 163 loài cây và 104 loài dương xỉ. Khu vực phía bắc, nơi có độ cao thấp hơn là nơi có nhiều loài thực vật điển hình của Guinea-Congo, bao gồm hai loài bị đe dọa là Gụ nâu Kilimanjaro và Lộc vừng. Đặc biệt, khu vực này có mức độ đặc hữu cao các loài của Đới tách giãn Albertine.
Vườn quốc gia là một khu bảo tồn quan trọng của loài Khỉ Colobus đen trắng, Tinh tinh và nhiều loài chim như Hồng hoàng và Turaco. Nhưng đáng chú ý nhất chính là sự có mặt của 400 con Khỉ đột núi đang có nguy cơ tuyệt chủng, chiếm một nửa số lượng loài này trên toàn cầu. Có 14 quần thể khỉ đột núi quen thuộc được mở cửa cho du khách tham quan tại bốn tiểu khu Buhoma, Ruhijja, Rushaga và Nkuringo, chịu sự quản lý của Cơ quan Động vật hoang dã Uganda.

## Lịch sử
Năm 1932, hai khu vực của Rừng Không thể xuyên qua Bwindi được thiết lập như là một khu bảo tồn rừng Crown. Phía bắc đã được chỉ định là "Khu bảo tồn rừng Crown Kayonza", và khu vực phía nam được chỉ định là "Khu bảo tồn rừng Crown Kasatora".:7 Cả hai khu vực có diện tích 207 kilômét vuông (80 dặm vuông Anh). Trong năm 1942, hai khu bảo tồn rừng này đã được kết hợp và mở rộng, sau đó đổi tên thành Rừng không thể xuyên qua Central Crown. Khu vực bảo vệ mới này có diện tích 298 kilômét vuông (115 dặm vuông Anh) và nằm dưới sự kiểm soát chung của Cơ quan Lâm nghiệp thuộc Chính phủ Uganda.:7
Trong năm 1964, nơi đây được chỉ định là một khu bảo tồn động vật hoang dã, nhằm cung cấp môi trường và bảo vệ loài khỉ đột núi, sau đó được đổi tên thành Khu bảo tồn rừng không thể xuyên qua Central. Năm 1966, hai khu bảo tồn rừng khác đã được sáp nhập vào khu bảo tồn, tăng diện tích lên gần 321 kilômét vuông (124 dặm vuông Anh). Khu vực rộng lớn này tiếp tục được quản lý như là một khu bảo tồn động vật và bảo tồn rừng.:43
Năm 1991, cùng với khu bảo tồn khỉ đột Mgahinga và khu bảo tồn Rwenzori thì khu bảo tồn rừng không thể xuyên qua Trung tâm đã được chuyển thành vườn quốc gia và đổi tên thành Vườn quốc gia Không thể xuyên qua Bwindi.:233 Nó có diện tích 330,8 kilômét vuông (127,7 dặm vuông Anh). Các vườn quốc gia đã được công bố là một phần trong kế hoạch để bảo vệ một loạt các loài động thực vật quý hiếm và nguy cấp, đáng kể nhất là khỉ đột núi. Nhưng việc thành lập các vườn quốc gia cũng gây ra một tác động lớn đối với người lùn Batwa, những người bị đuổi ra khỏi khu rừng và không còn được phép vào hay khai thác tài nguyên tại đây.:8 Theo dõi khỉ đột núi đã trở thành một hoạt động du lịch từ tháng 4 năm 1993, và vườn quốc gia đã trở thành một địa điểm du lịch nổi tiếng. Vào năm 1994, nó đã được ghi vào danh sách Di sản thế giới. Chủ thể quản lý của vườn quốc gia cũng thay đổi từ cơ quan Vườn quốc gia Uganda được đổi thành Cơ quan Bảo vệ Đông vật hoang dã Uganda.:7–8 Năm 2003, một mảnh đất bên cạnh có diện tích 4,2 kilômét vuông (1,6 dặm vuông Anh) đã được mua lại và sáp nhập vào vườn quốc gia.
Vào tháng 3 năm 1999, một lực lượng từ 100-150 du kích Rwanda thuộc tổ chức Interahamwe xâm nhập qua biên giới từ Cộng hòa Dân chủ Congo bắt cóc 14 du khách nước ngoài và hướng dẫn viên Uganda tại trụ sở của vườn quốc gia, nhiều nạn nhân bị tra tấn, và ít nhất một người phụ nữ trong số đó đã bị hãm hiếp. Cuộc tấn công bởi Interahamwe đã được kết luận rằng có ý định "gây bất ổn Uganda" và làm cho khách du lịch sợ hãi khi tới vườn quốc gia, làm giảm thu nhập của chính phủ Uganda. Vườn quốc gia buộc phải đóng cửa trong vài tháng và các tour du lịch đã bị thua lỗ nặng trong nhiều năm. Vì vậy, một bảo vệ có vũ trang được bố trí đi kèm với mỗi nhóm du lịch để đảm bảo an toàn cho họ.

## Địa lý và khí hậu

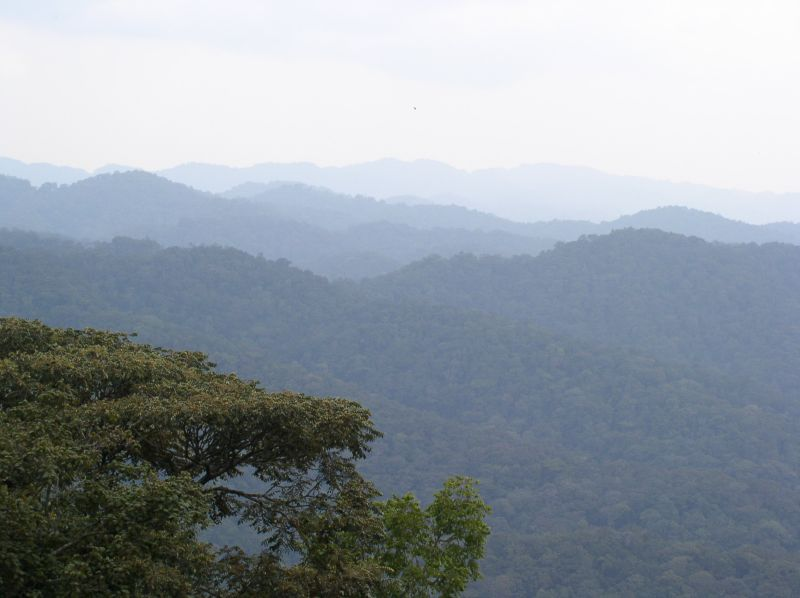
Dãy núi của Bwindi

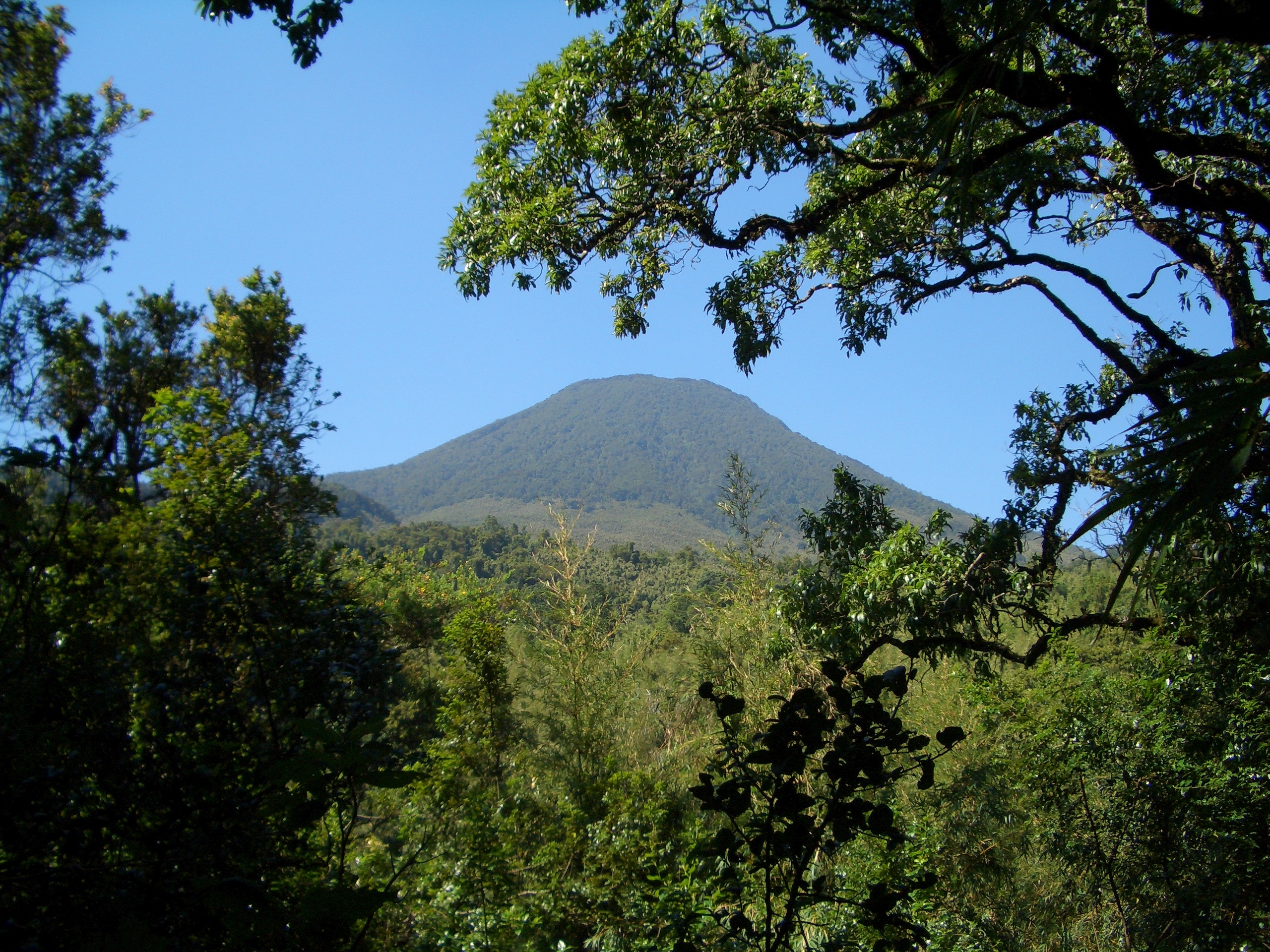
Khu rừng Không thể xuyên qua Bwindi

Kabale nằm ở phía đông nam là thị trấn gần nhất với vườn quốc gia, cách khoảng 29 kilômét (18 mi). Vườn quốc gia bao gồm hai khối rừng chính được kết nối bằng một hành lang rừng, hình dạng của nó là sự kết hợp của hai khu bảo tồn rừng trước đây được thành lập từ năm 1932.:7 Đất nông nghiệp ngay bên ngoài ranh giới vườn quốc gia trước đây từng được che phủ cây cối. Hoạt động canh tác tại đây mở rộng rất nhanh.
Địa chất cơ bản của vườn quốc gia là Đá phiến sét Phyllit Tiền Cambri, Thạch anh, Đá phiến và Granit. Vườn quốc gia nằm ở rìa của Thung lũng Tách giãn phía Tây, trong những phần cao nhất của Cao nguyên Kigezi,:43 được tạo ra bởi sự cong lên của Thung lũng Tách giãn phía Tây. Địa hình tại đây nói chung là rất gồ ghề, với thung lũng hẹp giao cắt bởi các con sông cùng đồi núi dốc. Độ cao trong phạm vi vườn quốc gia dao động từ 1.190 đến 2.607 mét (3.904 đến 8.553 ft) so với mực nước biển, và 60% diện tích có độ cao trên  2.000 mét (6.600 ft). Đỉnh cao nhất tại vườn quốc gia là Rwamunyonyi, một ngọn đồi ở rìa phía đông trong khi phần thấp nhất nằm ở tận cùng mũi phía bắc của nó.
Rừng là một yếu tố quan trọng góp phần điều hòa lưu vực nước trong vườn quốc gia. Với địa chất cơ bản là không thấm nước nên phần lớn lượng nước tại đây thoát qua các địa hình đứt gãy, nước ngấm vào đất và tầng ngậm nước bị hạn chế. Phần lớn lượng mưa của vườn quốc gia tạo thành các con suối và các khu rừng có một mạng lưới các con suối khá dày đặc. Khu rừng cũng là nguồn của nhiều con sông chảy về phía bắc, phía tây và phía nam. Sông chính tại đây bao gồm các sông Ivi, Munyaga, Ihihizo, Ishasha và Ntengyere, chảy vào hồ Edward. Các con sông khác chảy vào Hồ Mutanda và Bunyonyi.:8 Bwindi cũng chính là nguồn cung cấp nước cho các khu vực nông nghiệp địa phương.
Bwindi có khí hậu nhiệt đới. Nhiệt độ trung bình hàng năm dao động từ mức tối thiểu 7 đến 15 °C (45 đến 59 °F) cho đến tối đa 20 đến 27 °C (68 đến 81 °F). Lượng mưa hàng năm của nó từ 1.400 đến 1.900 milimét (55 đến 75 in). Cao điểm của những đợt mưa là tháng 3-4 và tháng 9-11 hàng năm. Rừng của Bwindi đóng một vai trò quan trọng trong việc điều hòa môi trường và khí hậu của khu vực xung quanh.:233 Lượng bốc hơi cao từ thảm thực vật của rừng làm tăng lượng mưa mà khu vực bên ngoài vườn quốc gia nhận được. Đồng thời, nó cũng giảm bớt xói mòn đất, một vấn đề nghiêm trọng ở phía tây nam Uganda. Điều này đã góp phần giảm thiểu lũ lụt và duy trì lượng nước trong mùa khô.

## Đa dạng sinh học

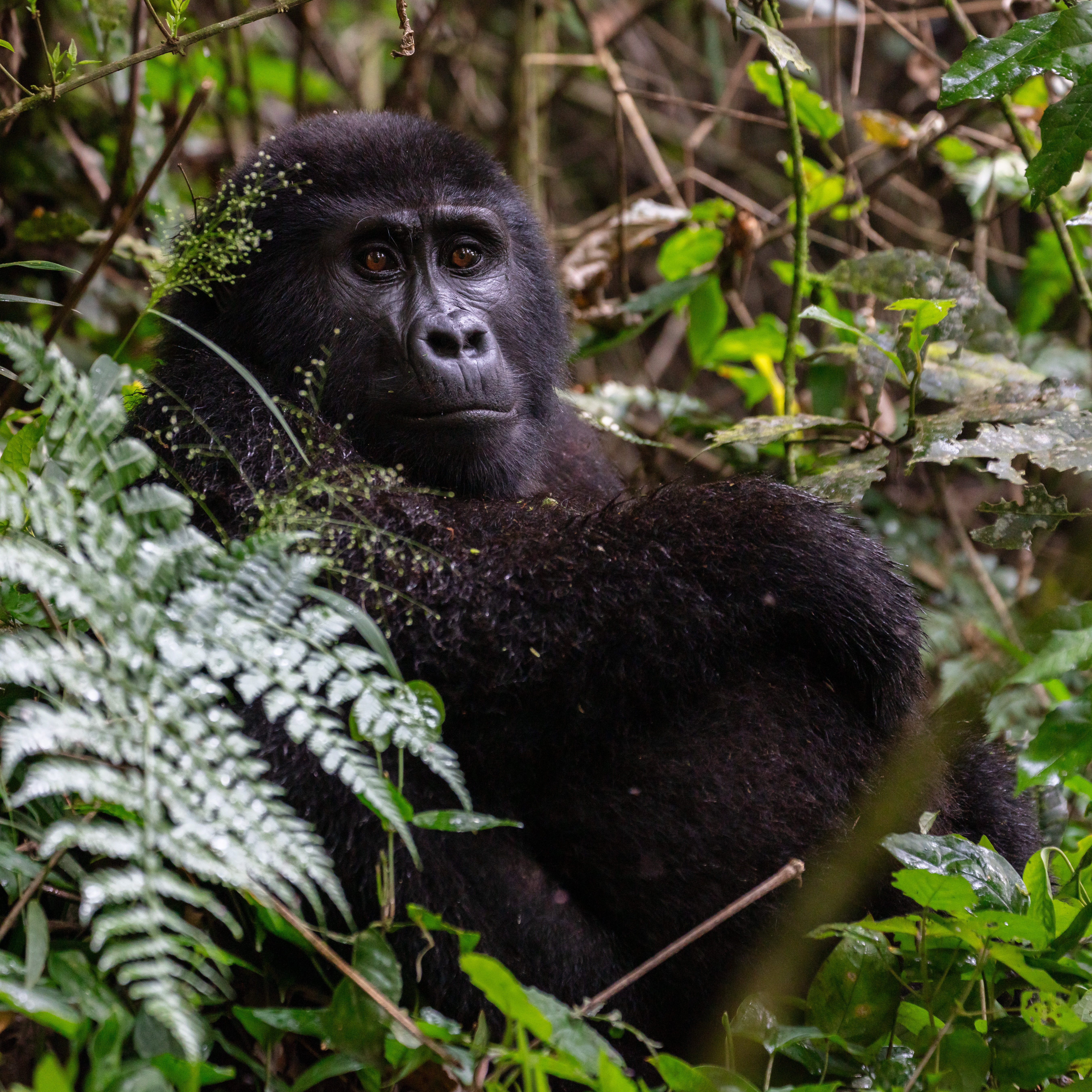
Khỉ đột núi (Gorilla beringei beringei)

Đây là khu vực phức tạp và giàu có, đa dạng sinh học bậc nhất châu Phi.:233 Nó đã được UNESCO công nhận là Di sản thế giới nhờ tầm quan trọng sinh thái và sự đa dạng của các loài.:8 Trong số các khu rừng tại Đông Phi, vườn quốc gia này có sự giàu có về các loài cây, động vật có vú nhỏ, chim, bò sát, bướm và bướm đêm. Đây là kết quả của sự thay đổi độ cao lớn trong một khu vực,:8 cùng sự đa dạng của các kiểu môi trường sống và cũng có thể là do khu rừng là nơi ẩn náu của các loài trong thời gian băng hà Thế Pleistocen.:8
Các khu rừng tại Bwindi là rừng Miền núi châu Phi, là hệ thảm thực vật quý hiếm trên lục địa châu Phi.:8 Nằm ở nơi giao thoa giữa rừng núi cao và rừng thấp là khu vực rừng nguyên sinh từ khu vực thấp đến cao trong vườn quốc gia:234, là một trong số ít những vùng đất ở Đông Phi có kiểu rừng này. Đây là nhà của 220 cây, chiếm 50% số lượng loài của Uganda, và hơn 100 loài dương xỉ. Đây là nơi có mặt của loài Gụ nâu Kilimanjaro, một loài thực vật bị đe dọa được tìm thấy ở Bwindi.
Bwindi là nơi có một trong số những cộng đồng động vật hoang dã đa dạng nhất Đông Phi. Đây là nhà của 120 loài động vật có vú, trong đó có 10 loài linh trưởng quý hiếm:744 và hơn 45 loài động vật có vú nhỏ. Đây là khu vực quan trọng trong việc bảo tồn hệ động vật Miền núi châu Phi, đặc biệt là các loài đặc hữu của vùng núi Thung lũng tách giãn phía tây. Cùng với khỉ đột núi, vườn quốc gia còn là nơi trú ẩn quan trọng của Tinh tinh, Khỉ núi, Khỉ Colobus đen trắng, Khỉ đuôi đỏ, Khỉ Vervet,:744 Mỏ rộng Grauer, Voi châu Phi, Bướm đuôi nhạn dải kem, Lợn rừng lớn, và nhiều loài linh dương nhỏ. Nhiều loài động vật ăn thịt khác như Chó rừng vằn hông, Beo vàng châu Phi, Cầy hương châu Phi cùng 350 loài chim, 200 loài bướm khác có mặt tại đây..- Nhiều loài cá tại các sông suối của Bwindi thậm chí còn chưa được biết đến.